# 14217 Oaxaca
14217 Oaxaca (1999 VV19) là một tiểu hành tinh vành đai chính được phát hiện ngày 10 tháng 11 năm 1999 bởi J. Roe ở Oaxaca.